# منطقه نمونه گردشگری متین آباد
منطقه نمونه گردشگری متین آباد یکی از مناطق نمونه گردشگری ایران در شهرستان نطنز در استان اصفهان است.
منطقه نمونه گردشگری متین آباد به عنوان نخستین اکوکمپ ایران، در حاشیه کویر مرکزی و در ۶۰ کیلومتری جنوب شرقی کاشان قرار دارد. این منطقه با هدف توسعه گردشگری پایدار و مسئولانه و حفاظت از زیست‌بوم منطقه احداث شده است. مجموعه متین‌آباد در سال ۲۰۱۴ از سوی سازمان ملل (UN DESA) در لیست ۱۸ سایت برتر جهان در زمینه فعالیت‌های اکوتوریستی قرار گرفت و در سال ۲۰۱۵ جایزه صلح و محیط‌زیست دکتر تقی ابتکار را دریافت کرد.